# 医師・円城寺修
『医師・円城寺修』（いし・えんじょうじしゅう）は、2011年から2012年までTBS系「月曜ゴールデン」で放送されたテレビドラマシリーズ。全2回。主演は渡瀬恒彦。

## 登場人物

### 円城寺家
円城寺修
演 - 渡瀬恒彦
仙台第一病院の院長。病院勤務のかたわら宮城刑務所の診療所で囚人の診察と治療を行っている（第1作）。第2作では子犬を飼う。
円城寺貴子
演 - 水野真紀
円城寺の20歳年下の後妻。
円城寺美織
演 - 相原綺羅
円城寺の娘。小学生。

### ゲスト
第1作「杜の都の死刑囚」（2011年）
- 高津守（宮城県警仙台西警察署 警部） - 四方堂亘
- 広瀬幸治（宮城県警仙台西警察署 刑事） - 中村繁之
- 松井俊介（幸恵の息子・ダンサー） - 浅香航大
- 遠山理香（俊介の恋人・ホステス） - 綾那
- 神部（東北医科大学 医師・監察医） - 中西良太
- 矢口純一（俊介のマネージャー） - 由地慶伍
- 森下加奈子（看護師） -  黒坂真美
- 吉川（刑事） - 真島公平
- 松井幸恵（宮城刑務所 看護師） - 美保純
- 岩本昌彦（フリージャーナリスト） - 金山一彦
- 永田（老人ホーム 園長） - 伊藤幸純
- 道端（刑務官） - 浜田道彦
- 佐々木（刑務官） - 小山かつひろ
- 篠田和子（裁判で本橋を担当した弁護士） - 烏丸せつこ
- 本橋宗男（服役中の死刑囚） - ベンガル（23年前：斉藤一平）

第2作「恨みの報酬」（2012年）
- 田島敦彦（宮城県警仙台西警察署 警部） - 池田努
- 上原元（宮城県警仙台西警察署 刑事） - 誠直也
- 中原孝介（刑事） - 伊藤悌智
- 井原秀介（病院の警備員・プロボクサー） - 小林優斗
- 新井典子（新井の娘・看護学生） - 綾那
- 宮谷夏彦（加賀の部下） - 長谷川純
- 水田早苗（看護師） - 山田キヌヲ
- 大杉猛 - 辞本直樹
- あずさ - 宮本佳那子
- 秋田（留置所） - 斉藤岳
- 救急隊員 - 川勝折れ木
- 新井俊夫（弁当屋経営） - 中西良太
- 加賀豊治（闇金融会社社長） - 成瀬正孝
- 加賀久恵（加賀の妻） - 東てる美
- 二谷宗男（ボクシングジム経営者） - ガッツ石松

## スタッフ
- 脚本 - 安井国穂
- 監督 - 村松弘之（第1作）、村田忍（第2作）
- プロデューサー - 小椋正樹
- 編成担当 - 福田健太郎
- 製作 - ニューウェーヴ、TBS

## 放送日程
| 話数 | 放送日        | サブタイトル   | 脚本     | 監督     | 視聴率 |
| ---- | ------------- | -------------- | -------- | -------- | ------ |
| 1    | 2011年12月5日 | 杜の都の死刑囚 | 安井国穂 | 村松弘之 | 13.7%  |
| 2    | 2012年06月4日 | 恨みの報酬     | 安井国穂 | 村田忍   | 11.8%  |

- 視聴率はビデオリサーチ調べ、関東地区・世帯